# Герой резерва
«Герой резерва» (нем. Der Reserveheld) — комедийный фильм 1965 года производства ГДР, снятый режиссёром Вольфгангом Лудерером.

## Сюжет
Известный актёр и комик — Ральф Хоррихт прерывает съёмку фильма, в котором он играет роль простого и недисциплинированного солдата. Актёр ставит условие, чтобы ему доверили играть роль полковника. В противном случае он отказывается от съёмок. Вернувшись домой, Ральф делает предложение своей подруге, возлюбленной Сюзанне, на которое она соглашается. Ральф берёт отпуск и после свадьбы с Сюзанной планирует провести медовый месяц на Балтийском море. Среди прочей почты от поклонников, находящейся в доме, Ральф не замечает и сжигает в камине повестку, по которой его вызывают на военные сборы в Национальную народную армию. Отдыхающему на морском пляже Ральфу вручают телеграмму о явке на военные сборы, но актёр принимает её за шутку режиссёра и разрывает документ. На выходе из ЗАГСа к Ральфу подходят двое военных полицейских, которые доставляют его к месту службы. Другие резервисты узнают известного актёра и начинают оказывать Ральфу различную помощь. А командир подразделения закрывает глаза на все его нарушения по службе. Ситуация резко меняется с появлением нового строгого командира — капитана Хоттаса. Он не узнаёт известную личность и принимает Ральфа за обычного резервиста.
Тем временем съёмочная группа готовится к продолжению съёмок фильма, которые должны пройти недалеко от места прохождения службы актёра-комика Ральфа Хоррихта. В числе группы оказалась Сюзанна, за которой после случайной встречи начинает ухаживать капитан Хоттас. Хоттас даже не подозревает, что Сюзанна — жена Хоррихта. Ральф Хоррихт заподозрил, что у его командира роман с Сюзанной. Ральф, переодевшись в гражданскую одежду, пытается попасть в номер гостиницы, в которой проживала жена. Но его попытка оказалась неудачной. Переодевшись в реквизитный генеральский мундир, Ральф самовольно оставляет часть и для разоблачения измены снова направляется в номер к Сюзанне. Возле дома, где проживала Сюзанна, он сталкивается с капитаном Хоттасом, который с ужасом узнаёт, что ухаживал за его женой. Капитан Хоттас придумывает план, как незаметно вернуть своего подчинённого в часть. А Хоррихт, в свою очередь, обещает своему командиру, что станет образцовым резервистом. Вскоре Ральф начинает добиваться хороших результатов по службе и даже успешно выполняет порученное задание во время учений. По окончании сборов Ральф и Сюзанна отправляются в отложенный медовый месяц.

## В ролях
- Рольф Херрихт — Ральф Хоррихт
- Марита Бёме — Сюзанна
- Герхард Рахольд — капитан Хоттас
- Гюнтер Зимон — полковник
- Хорст Йонишкан — унтерофицер Беллманн
- Пеер Ягер — лейтенант Малорти
- Роберт Кёфер — режиссёр
- Вильгельм Грёль — сценарист
- Аксель Трибель — портье / швейцар
- Петер Доммиш — водитель
- Кристоф Энгель — Цабель
- Хельмут Бец — директор
- Бодо Шмидт — ефрейтор Бизе
- Фриц Мор — Пенквитц
- Вернер Рёвекамп — Грайнер

## Производство
Образ главного героя Ральфа Хорихта был написан сценаристом Руди Штралем специально для сценического комика Рольфа Херрихта. Это был первый сценарий, написанный редактором сатирического журнала «Eulenspiegel» Штралем. 
Фильм был снят в 1964 году в тюрингском Зондерсхаузене. Премьера состоялась 27 февраля 1965 года. Несмотря на симпатии зрителей, последующих показов не состоялось, так как после премьеры комедийный взгляд на ННА вызвал резкую критику среди хранителей культуры.

## Критика
Современная критика упрекала в «грубых шутках» и считала, что Лудерер и Штраль «иногда слишком глубоко залезали в ящик с костюмами». Тем не менее, «фильм содержит в себе целый ряд прекрасных идей», и, прежде всего, всё это было компенсировано быстрой постановкой.
Lexikon des internationalen Films написал: «Несмотря на выдающуюся роль популярного комика Рольфа Херриха», это всего лишь непритязательная военная комедия. Гротескные приключения внезапно призванного на военные сборы кинокомика вызывают лишь небольшой смех. Картина интересна тем, что это редкий фильм ГДР, в котором с юмором показана тема Национальной народной армии. Cinema назвал фильм «настолько „смешным“, что его юмор можно сравнить с уровнем базовой подготовки».